# MPZL1
MPZL1 (англ. Myelin protein zero like 1) – білок, який кодується однойменним геном, розташованим у людей на короткому плечі 1-ї хромосоми.  Довжина поліпептидного ланцюга білка становить 269 амінокислот, а молекулярна маса — 29 082.
| 10         |  | 20         |  | 30         |  | 40         |  | 50         |
| ---------- |  | ---------- |  | ---------- |  | ---------- |  | ---------- |
| MAASAGAGAV |  | IAAPDSRRWL |  | WSVLAAALGL |  | LTAGVSALEV |  | YTPKEIFVAN |
| GTQGKLTCKF |  | KSTSTTGGLT |  | SVSWSFQPEG |  | ADTTVSFFHY |  | SQGQVYLGNY |
| PPFKDRISWA |  | GDLDKKDASI |  | NIENMQFIHN |  | GTYICDVKNP |  | PDIVVQPGHI |
| RLYVVEKENL |  | PVFPVWVVVG |  | IVTAVVLGLT |  | LLISMILAVL |  | YRRKNSKRDY |
| TGCSTSESLS |  | PVKQAPRKSP |  | SDTEGLVKSL |  | PSGSHQGPVI |  | YAQLDHSGGH |
| HSDKINKSES |  | VVYADIRKN  |  |            |  |            |  |            |

A: Аланін

C: Цистеїн

D: Аспарагінова кислота

E: Глутамінова кислота

F: Фенілаланін

G: Гліцин

H: Гістидин

I: Ізолейцин

K: Лізин

L: Лейцин

M: Метіонін

N: Аспарагін

P: Пролін

Q: Глутамін

R: Аргінін

S: Серин

T: Треонін

V: Валін

W: Триптофан

Кодований геном білок за функцією належить до фосфопротеїнів. 
Локалізований у мембрані.